# Шафиев, Испандияр Асад оглы
Испандияр Асад оглы Шафиев (азерб. Şəfiyev İspəndiyar Əsəd oğlu; род. 1967) — судья Верховного суда Азербайджана.

## Биография
Родился в 1967 году. В 1994 году окончил юридический факультет Бакинского государственного университета.
С 1996 по 2001 год являлся адвокатом юридической консультации Габалинского района.
С 2001 по 2007 год являлся советником, старшим судебным советником Габалинского районного суда.
С 28 июля 2007 года по 2013 год являлся судьёй Мингечевирского городского суда.
С 6 августа 2013 года по 2020 год являлся судьёй Гянджинского Апелляционного суда.
Судья коллегии по гражданским делам Верховного суда Азербайджана (с 5 мая 2020).

## Награды
- Медаль «Прогресс» (11 февраля 2023)[4]